# زار (أرمينيا)
زار (بالأرمنية: Զառ) كانت قرية في محافظة إيروان ضمن قضاء إيروان، وحاليًا في كوتايك في أرمينيا.

## التاريخ
تقع على بعد 14 كم من مركز الناحية. مذكورة في «السجل الموجز لمقاطعة إيروان»، وفي خريطة القوقاز بمقياس 5 فرست.
الاسم الطبوغرافي مشتق من الكلمة التركية "جار" التي تعني "وادي عميق". هو اسم طبوغرافي بسيط قائم على التضاريس.

## السكان
في عام 1831 كان عدد سكان القرية 89 نسمة، وفي عام 1873 بلغ 490 نسمة، وفي عام 1886 بلغ 634 نسمة، وفي عام 1897 بلغ 757
نسمة، وفي عام 1914 بلغ 1250 نسمة، وفي يناير 1918 بلغ 706 نسمة كانوا جميعهم من الأذربيجانيين فقط. في فبراير 1918 تعرض الأذربيجانيون لعدوان أرمني ورُحلوا.
وُطن الأرمن الذين نزحوا من تركيا هنا في عامي 1918-1919. بعد قيام الحكومة السوفيتية في أرمينيا الحالية، تمكن الأذربيجانيون الذين بقوا على قيد الحياة من العودة إلى ديارهم الأصلية. بالإضافة إلى الأرمن، عاش هنا 52 أذربيجانيًا في عام 1922، و 51 في عام 1926، و 93 في عام 1931.
بناءً على قرار خاص من مجلس وزراء اتحاد الجمهوريات الاشتراكية السوفياتية، رُحل الأذربيجانيين قسرًا إلى أذربيجان في عامي 1948-49. يعيش الأرمن هناك الآن.
في عام 1918، عاش 1500 أذربيجاني في زار. بعد عام 1828، وُطن الأرمن الوافدين في القرية. نتيجة لسياسة الإبادة الجماعية التي انتهجتها الحكومة الأرمنية، أُطلق النار على جزء كبير من الأذربيجانيين وذبحهم، وطُرد الناجين من القرية. في عام 1822، عاد 52 شخصًا إلى موطنهم القديم، لكنهم غادروا القرية بعد فترة قصيرة.